# Гаврилівка (станція)
Гаври́лівка — проміжна залізнична станція Лиманської дирекції Донецької залізниці на лінії Лозова — Слов'янськ між станціями Язикове (8 км) та Дубове (14 км). Розташована у селі Гаврилівка, поруч з селом Ковалівка Ізюмського району Харківської області.

## Історія
Станція відкрита у 1869 році в складі Курсько-Харківсько-Азовської залізниці. Вокзальну будівлю була побудована із сухого соснового лісу, тому вона проіснувала у первісному вигляді нетривалий час (згоріла у 1882 році).
Станом на 1872 рік на станції Гаврилівка зупинялися поштовий (з вагонами 1-го та 2-го класу) та пасажирський (з вагонами I, 2-го та 4-го класу) поїзди Курськ — Ростов. У 1878 році додатково курсував вантажно-пасажирський поїзд. У 1917 році через станцію Гаврилівка курсували 4 пари пасажирських поїздів (вищезгадані, а також швидкий поїзд до Петрограда). 
Станція Гаврилівка відвантажувала сільгосподарську продукцію, в основному — зернові. Останнє надходило на станцію «чумацьким» шляхом, починаючи з 1870-х років XIX століття. Станом на 1899 рік, станція Гаврилівка відвантажила понад 300 т пшениці, близько 50 т жита, понад 80 т вівсу, понад 960 т ячменю. Прибуття окремих вантажів по Гаврилівці у вказаний період складало: борошно — понад 16 т, сіль — 65 т, вугілля — понад 990 т, ліс — понад 680 т. 
До станції Гаврилівка тяжіли млини, що працювали на території сучасної Олександрівської селищної громади Донецької області. Станом на 1923—1924 роки Гаврилівка обслуговувалися вітряк та три кузні в Ново-Бахметьєвому (за 15 верст), вітряний і тепловий млини в Олександрівці (18 верст), олійниця в Мирній Долині (25 верст), млин і олійниця в Знаменівці (30 верст).
Станом на 1922 рік на станції Гаврилівка зупинявся пасажирсько-вантажний поїзд сполученням Дебальцеве — Лозова, а також 1 раз на добу курсував приміський пасажирський поїзд сполученням Гаврилівка — Слов'янськ. У 1925 році приміський поїзд був скасований, проте маршрут руху пасажирсько-вантажного поїзда був подовжений до станції Полтава-Південна. До 1928 року останній поїзд був переведений в категорію поштових, до нього чіплялися вагони до Москви, Баку, Тифліса (Тбілісі) тощо. Додатково курсував швидкий поїзд сполученням Ленінград — Тифліс та кур'єрський поїзд Москва — Баку, проте вони зупинялися на сусідній станції Дубове. До 1941 року на напрямку Слов'янськ — Лозова кількість пар пасажирських поїздів, не рахуючи приміських до Слов'янська, збільшилася до 10, але з них на станції Гаврилівка здійснювали зупинку до 3 пар поїздів на добу.
Пасажирське сполучення через Гаврилівку існувало і під час окупації України німецько-фашистськими військами. Станом на серпень 1942 року на станції Гаврилівка здійснював зупинку пасажирський поїзд сполученням Слов'янськ — Харків. Після звільнення Донбасу з Харкова через станції Дубове та Язикове курсував єдиний пасажирсько-вантажний поїзд на добу, який до того ж найчастіше і не призначався. 
У 1950-ті роки кількість пар пасажирських та приміських поїздів на напрямку Слов'янськ — Лозова збільшилась до декількох десятків на добу, а на станції Гаврилівка зупинялися всі приміські та деякі пасажирські поїзди.

## Пасажирське сполучення
На станції зупиняються лише приміські поїзди у Лозівському та Слов'янському напрямках.